# Dysschema marginalis
Dysschema marginalis är en fjärilsart som beskrevs av Walker 1855. Dysschema marginalis ingår i släktet Dysschema och familjen björnspinnare. Inga underarter finns listade i Catalogue of Life.